# Район Яньцін
Яньцин (кит. спр. 延庆, піньїнь: Yánqìng піньінь Yánqìng) — район міського підпорядкування міста центрального підпорядкування Пекін (КНР). Розташований на півночі підпорядкованої міському уряду території.

## Історія
Люди жили в цих місцях з часів палеоліту . Вже за часів перших китайських держав тут було організовано окрему адміністративну одиницю. Через стратегічне становище цієї місцевості, що відкриває шлях із півночі на Велику китайську рівнину, з давніх часів у місцевих горах будувалися оборонні споруди, згодом включені в єдиний оборонний комплекс — Великий китайський мур.
За часів імперії Мін 1414 року в цих місцях була утворена область Лунцин (隆庆州). У зв'язку з тим, що в 1567 році імператором був прийнятий девіз правління «Лунцин», щоб уникнути дублювання назви області з девізом правління область Лунцин була перейменована на область Яньцин (延庆州). Після Синьхайської революції структура адміністративного поділу Китаю змінилася, області були скасовані, і область Яньцин була перетворена на повіт Яньцин (延庆县) провінції Чахар.
Коли в 1937 році почалася японо-китайська війна і ці землі були захоплені японцями, то 4 вересня ними було створено маріонетковий Автономний уряд Південного Чахара, і ці землі перейшли під його юрисдикцію. 22 листопада 1937 року Автономний уряд Об'єднаних монгольських аймаків, Автономний уряд Південного Чахара та Автономний уряд Північного Цзінь утворили Об'єднаний комітет Менцзяна. 1 вересня 1939 року Автономний уряд Об'єднаних монгольських аймаків, Автономний уряд Південного Чахара і Автономний уряд Північного Цзінь об'єдналися в Об'єднаний автономний уряд Менцзяна, що розмістився в Калгані (у складі Менцзяна структура Автономного уряду Південного Чахара була перетворена на Південночахарський комісаріат, а 1943 року Південночахарський комісаріат був перетворений на провінцію Сюаньхуа). У 1945 році Менцзян та Японія були розгромлені радянськими та монгольськими військами, і ці землі повернулися до складу Китайської Республіки, де у 1946—1949 роках розгорнулася громадянська війна, що завершилася перемогою комуністів.
У 1952 році провінція Чахар була скасована, і повіт Яньцин увійшов до складу провінції Хебей. 1958 року повіт Яньцин був переданий до складу Пекіна.
13 жовтня 2015 року повіт Яньцин був перетворений на район міського підпорядкування.

## Адміністративний поділ
Район Яньцин ділиться на 11 селищ, 4 волості та Бадалінську особливу туристичну зону.

## Економіка
У районі вирощують яблука та виноград.

## Визначні пам'ятки
- Великий китайський мур
  - Бадалін

## Спорт
Під час XXIV Зимових Олімпійських ігор в окрузі проходитимуть змагання з гірських лиж, бобслею, санного спорту та скелетона.